# Éric Kahé
Éric Kahé est un homme d’État ivoirien. Il a servi à plusieurs postes de responsabilité au sein de l'administration ivoirienne avant d'assumer de plus hautes fonctions en tant que membre de différents gouvernements.

## Biographie
Né le 13 février 1955, à la ferme familiale, à proximité de Guitrozon, de Oula Kahe patriarche de Fengolo et de Guehe Marie Kouity, native de Bahe-Blaon, deux villages de la commune de Duékoué. Il est avant-dernier enfant d'une fratrie de treize enfants.

### Formation
Titulaire d'un Baccalauréat Série C (mathématiques et sciences Physiques) obtenu avec la mention Assez Bien au Lycée Houphouet-Boigny de Korhogo après y avoir fait toutes ses études secondaires, Éric Kahé s'inscrit à l'Université Nationale de Côte d’Ivoire, Campus de Cocody - Cité rouge. Ces études sont sanctionnées, en 1984, par une Maîtrise de mathématiques qui lui permet de présenter et de réussir le concours d'entrée à l’INIG (Institut National d’Informatique de Gestion) une composante de l'IFG (Institut Français de Gestion). Après un stage pratique d’ingénieur à la SIR (Société Ivoirienne de Raffinage), suivi de la soutenance, il est admis au grade d’Ingénieur Concepteur et « administrateur systèmes » en Informatique avec Mention bien. Il parachève son parcours académique à Okinawa International Center au Japon.

### Parcours professionnel
Recruté en 1987 en qualité d'Ingénieur Informaticien à la Direction de la Solde au Ministère de l'Économie et des Finances, il a successivement occupé les fonctions d'ingénieur concepteur et administrateur systèmes, de chef de projet, puis de directeur informatique de 1996 à 2001. En cette qualité, il initie puis conduit à son terme le projet Solde An 2000, logiciel de paie des fonctionnaires et agents de l'État de Côte d'Ivoire. Pendant ces quatorze années (de 1987 à 2001), et parallèlement à ses fonctions, il a été consultant en informatique, travaillant à la conception de nombreux logiciels de gestion, réseaux et sécurité informatique. Il a aussi fondé en 1993, MEDIUS Computer, un cabinet informatique spécialisé dans la fourniture de services (Ingénierie logicielle, Réseaux et services, Conseils et schémas directeurs, etc.). La gestion de l'entreprise a été totalement cédée aux employés après l'entrée d’Éric Kahé au gouvernement. Celle-ci a dû fermer ses portes à la suite des événements de novembre 2004 en Côte d'Ivoire.

## Carrière politique

### Fonctions officielles
En janvier 2001, Éric Kahe est nommé Ministre du Commerce au titre de l'UDPCI, poste qu’il occupera jusqu’au 5 août 2002[réf. nécessaire]. Il semblerait[Interprétation personnelle ?] que des tensions au sein de la majorité eussent été à l’origine de ce départ précoce du gouvernement. Élu président du Conseil Général de Duékoué en juillet 2002, il n'a pu exercer ses fonctions en raison d'un contentieux électoral[réf. nécessaire] qui n'a pu être dénoué du fait de la crise de septembre 2002. Il fait néanmoins son retour au sein du gouvernement en tant que Ministre de la Réforme Administrative – un nouveau ministère – dans le cadre du nouveau gouvernement de réconciliation nationale issu des Accords de Linas - Marcoussis, poste qu’il occupera du 13 mars 2003 jusqu’au 26 décembre 2005[réf. nécessaire], toujours au titre de l'UDPCI.
Après ces deux autres années passées au sein de l’équipe gouvernementale, il est nommé au Cabinet du Président de la République en qualité de Conseiller Spécial chargé du Commerce. Il exercera ces fonctions de janvier 2006 à jusqu'en avril 2011.
En octobre 2006, encadré par quelques anciens barons de l'UDPCI et d'autres cadres ivoiriens, il fonde l'Alliance Ivoirienne pour la République et la Démocratie (AIRD) par transformation du courant UDPCI-IRD en parti politique[réf. nécessaire].

### Militantisme
Éric Kahé a été militant du PDCI-RDA jusqu’en 1990. À l’instauration du multipartisme en 1990, il fonde avec d’autres membres dudit parti la Coordination pour la Rénovation du PDCI-RDA courant ayant pour objectif de faire le bilan du fonctionnement du plus vieux parti ivoirien – au pouvoir à cette époque depuis l’indépendance en 1960 – en vue de proposer de nouvelles solutions. Après les élections de 1990, le mouvement perd sa visibilité tandis que l’animateur principal Djéni Kobina se rapproche d’Alassane Dramane Ouattara pour créer le RDR en 1994. Ce qui en sonne le glas. À la suite de quoi, il se consacre entièrement à sa carrière d'informaticien pour ne réapparaître qu’à la fin de l'année 2000 aux côtés du Général Robert Guéï, après la défaite de ce dernier aux élections présidentielles d’octobre 2000. 
Sous l'aile de son parrain Paul Gui Dibo, il participe activement à la création de l'UDPCI. À la mort du Général, assassiné le 19 septembre 2002 l’UDPCI est profondément divisé. En effet, le parti est écartelé entre les partisans du rapprochement avec la rébellion, avec à leur tête le Ministre de la santé d’alors le Dr Albert Mabri Toikeusse, et ceux de la ligne républicaine menée par Eric Kahe. Ce qui conduit le second à créer l’IRD-UDPCI (Initiative Républicaine et Démocratique de l’UDPCI) qu’il anime jusqu’à ce que cela débouche à son départ de l’UDPCI en vue de fonder l’AIRD, en 2006. Il est élu président de ce parti politique, lors de son 1er congrès ordinaire en octobre 2009. Il a également été le porte-parole du Congrès National de la Résistance pour la Démocratie (CNRD), groupement de 26 organisations comprenant des partis politiques, des syndicats et des associations de la société civile.
Lors des élections d’octobre 2010, Eric Kahé est membre du Haut Conseil Politique de la campagne du candidat Laurent Gbagbo au sein de la coalition LMP. Ces élections, organisées sans désarmement des troupes rebelles, vont se solder par une crise sans précédent dans le pays - la crise post-électorale- au bout de laquelle le Président sortant Laurent Gbagbo est arrêté et nombre de ses collaborateurs et alliés politiques pourchassés. Eric Kahé, est profondément affecté par les massacres de Duékoué ayant touché plusieurs de ses proches, ses biens personnels dans la région et même le siège de l'AIRD à Abidjan. Convaincu que seul l'avenir importe pour la Nation Ivoirienne qui doit se réconcilier et panser les blessures par le renforcement de la Démocratie et la fin de l'exil de ceux et celles qui y avaient été contraints, il prend sa part à la vie politique de la Côte d’Ivoire, en lançant des à appels récurrents à la réconciliation et à l'unité nationales au nom de l’AIRD et surtout en construisant un projet politique d'envergure résolument tourné vers l'avenir.

## Distinctions honorifiques
- Officier de l'ordre national de Côte d'Ivoire.[réf. nécessaire]